# Josefa Samper Bono
Josefa Samper Bono, més coneguda com a Pepita Samper (València, 1908 - 2 de juny de 1998) va ser una model valenciana, guanyadora del primer concurs Miss Espanya l'any 1929.
El primer certamen es va realitzar el 25 de gener de 1929 a la seu del diari ABC a Madrid, participant en l'esdeveniment vint-i-sis candidates. En aquell temps el títol es deia «Senyoreta Espanya».
Entre els membres del jurat van estar el pintor Manuel Benedito, l'escultor Marià Benlliure i el president de la SGAE Manuel Cadenas.
Després de ser escollida Pepita va presidir les Falles de València del mateix any, on rep l'homenatge de Lo Rat Penat, prenent possessió de la cadira pairal. La seva exaltació es considera un precedent de la Fallera Major de València, tot i que oficialment no en fou nomenada.
Més tard va participar en el «Certamen Internacional de Belleses de París», conegut també com a «Gran Concurs Internacional de Bellesa». La vespra de la final moria a Madrid la reina Maria Cristina i Pepita, en senyal de dol, es va retirar del concurs. Com a mostra d'agraïment el rei Alfons XIII li va escriure una carta al seu retorn.
Es va casar amb l'advocat valencià Filiberto Crespo, i fou mare de l'arquitecte i polític Filiberto Crespo Samper. En 1983 fou nomenada reina dels Jocs Florals convocats per celebrar el centenari de Lo Rat Penat. Va morir als 90 anys el 1998. En 2012 la seva família va donar el vestit de fallera amb el que va guanyar el certamen al Museu de la Ciutat de València.